# Silverfryle
Silverfryle (Luzula nivea) är en tågväxtart som först beskrevs av Nathh., och fick sitt nu gällande namn av Dc.
Silverfryle ingår i frylesläktet som ingår i familjen tågväxter. Arten förekommer tillfälligt i Sverige, men reproducerar sig inte. Inga underarter finns listade i Catalogue of Life.

## Bildgalleri

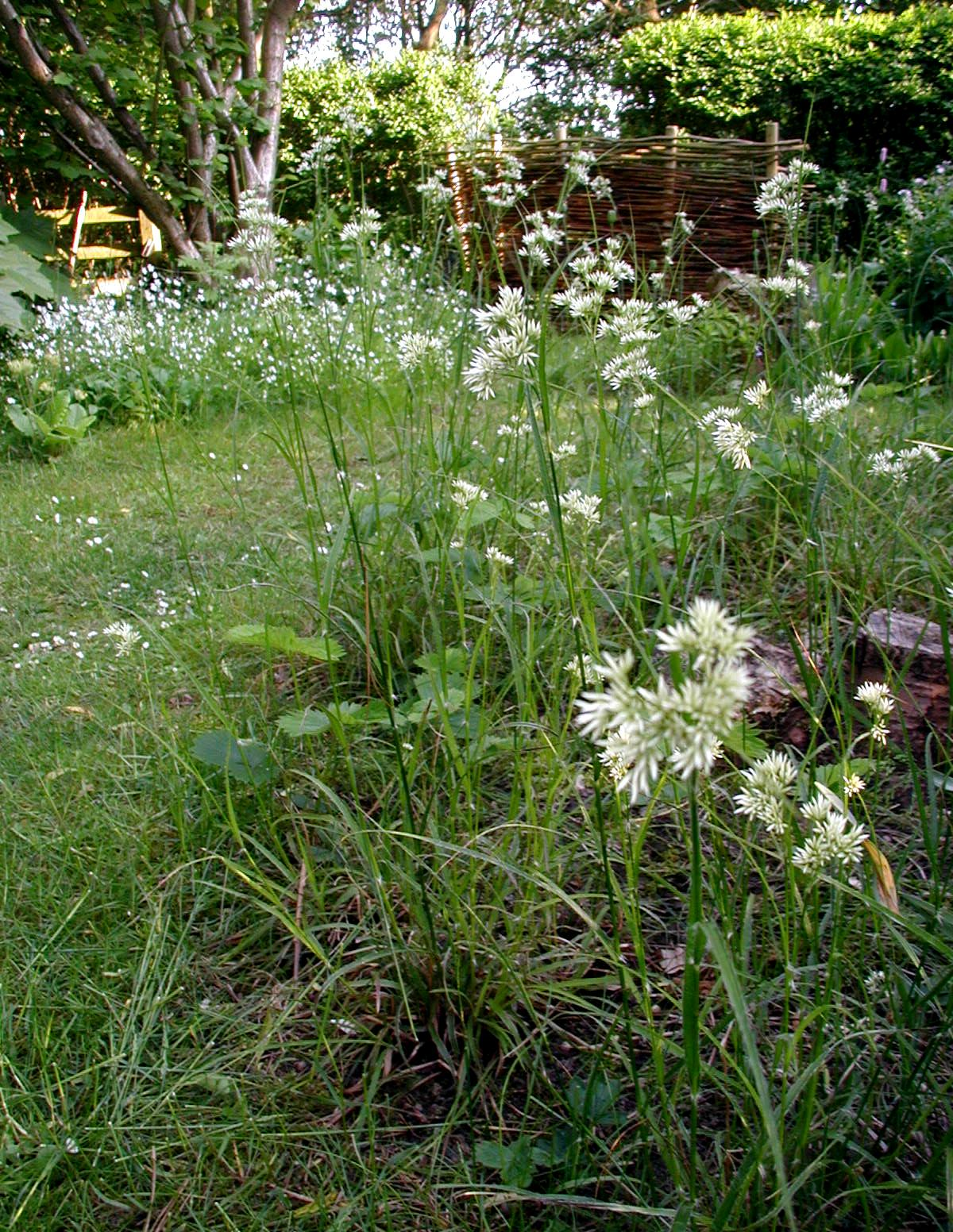
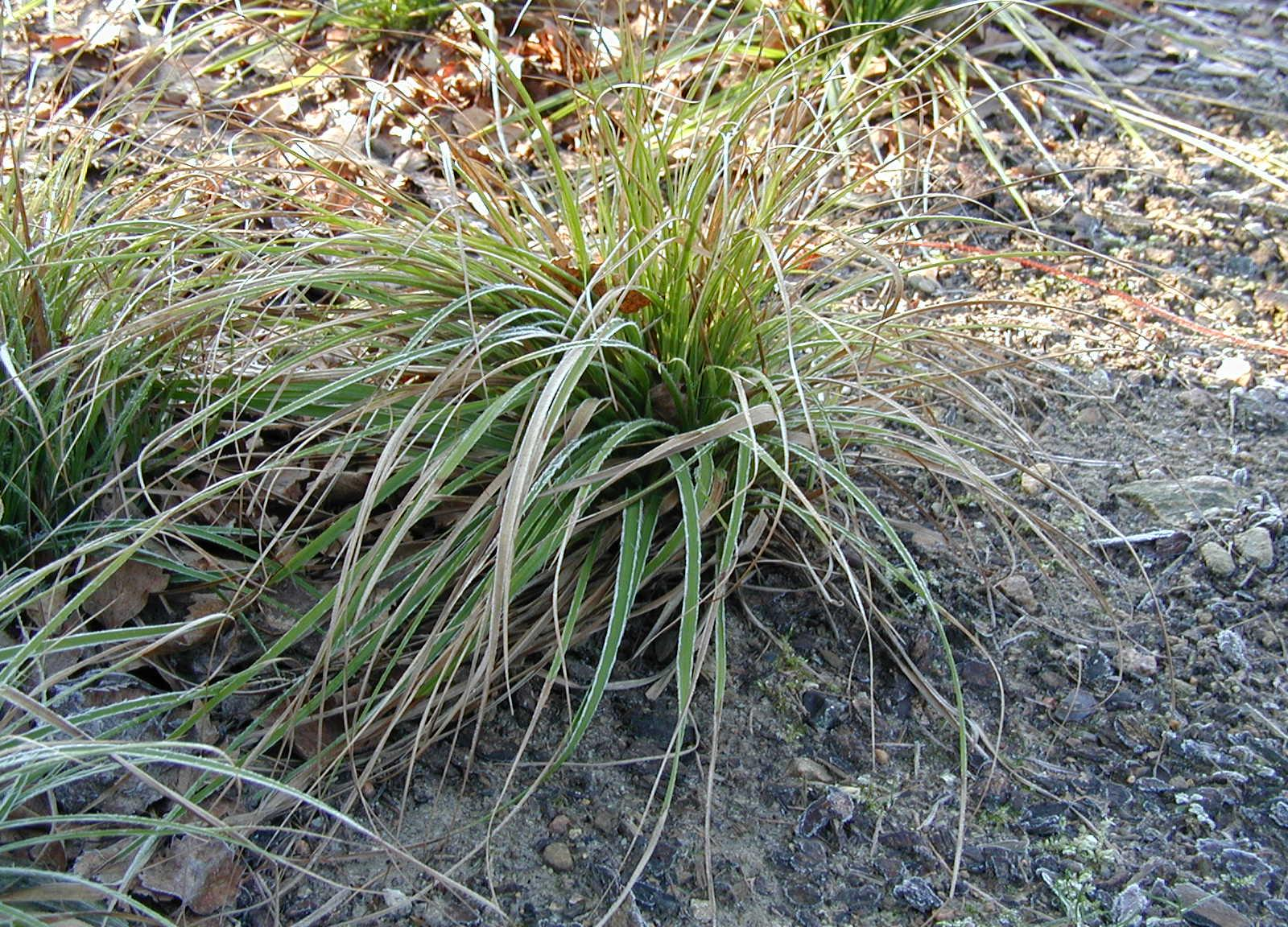
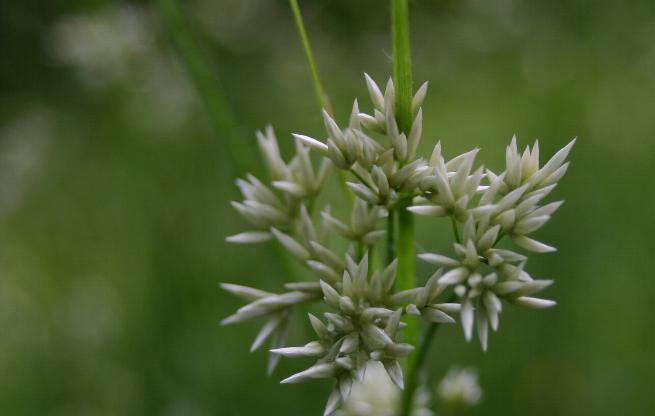
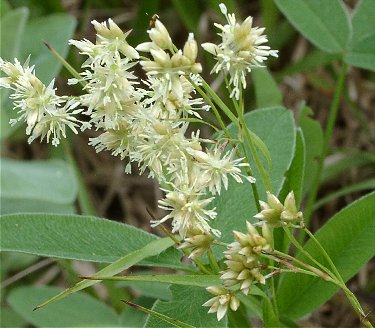
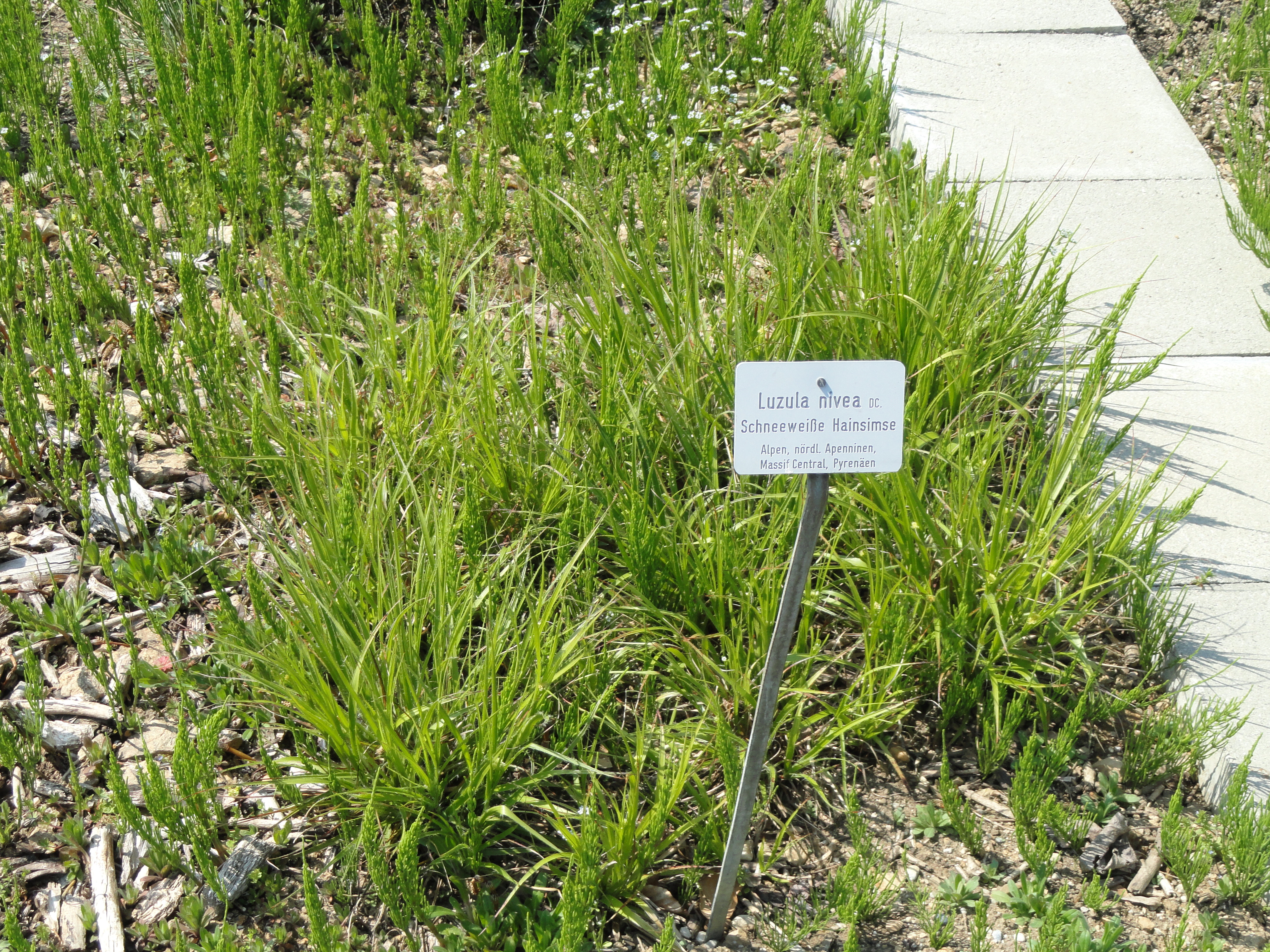
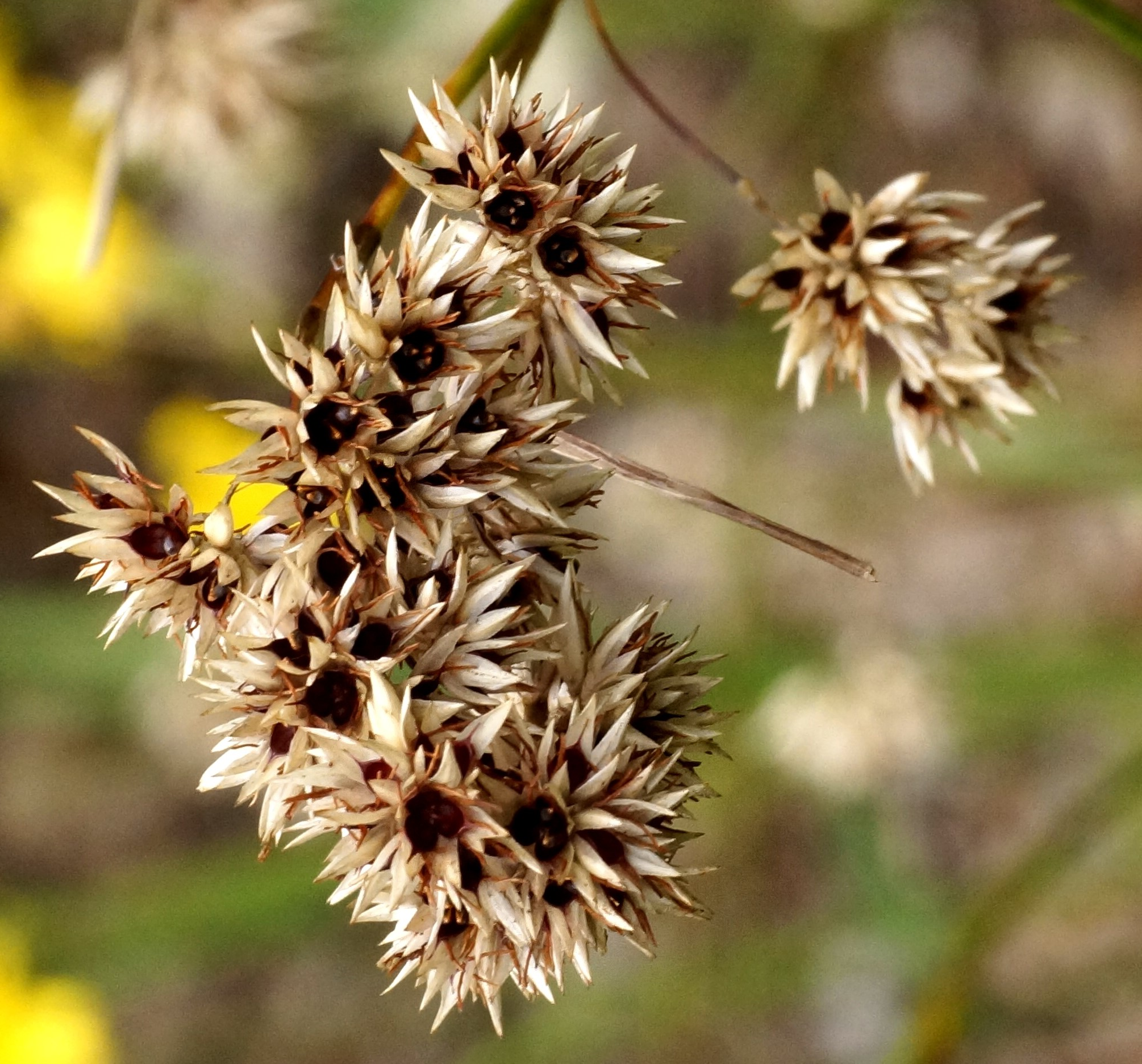